# Steve Smith (Automobilhersteller)
Steve Smith war ein britischer Hersteller von Automobilen.

## Unternehmensgeschichte
Steve Smith gründete 1981 das gleichnamige Unternehmen in Robertsbridge in der Grafschaft East Sussex. Er begann mit der Produktion von Automobilen und Kits. Der Markenname lautete Kübelwagen. 1982 oder 1983 endete die Produktion. Insgesamt entstanden etwa fünf Exemplare.

## Fahrzeuge
Im Angebot stand nur ein Modell. Es war eine Nachbildung des VW Typ 82, der Kübelwagen genannt wurde. Die Basis bildete das Fahrgestell vom VW Käfer. Darauf wurde eine Kübelwagen-Karosserie montiert. Ungewöhnlich war, dass die Karosserie aus Stahl bestand. Bausätze kosteten je nach Umfang zwischen 650 Pfund und 1350 Pfund.